# Paul McCandless

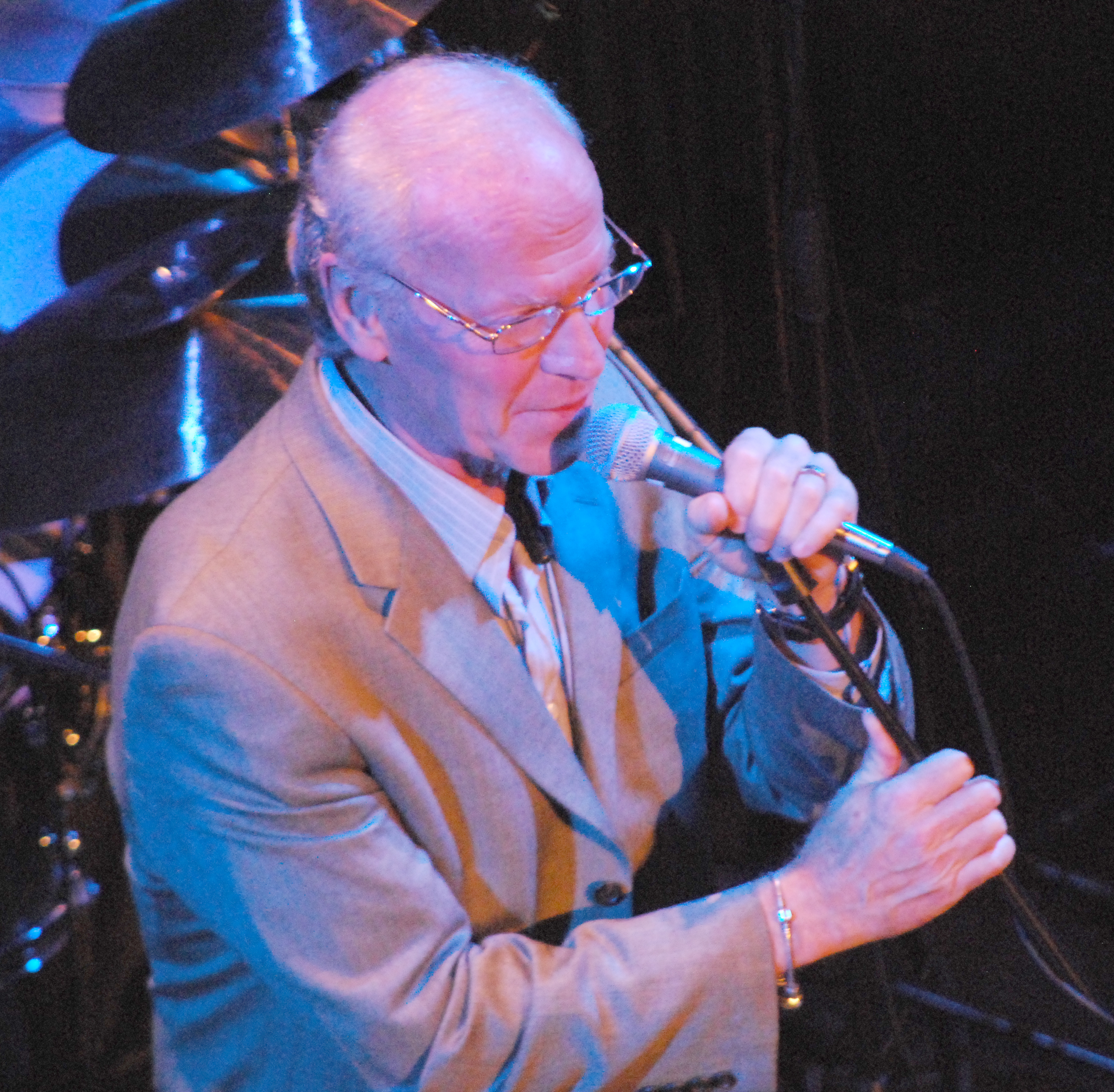
Paul McCandless

Paul McCandless, Jr., född 24 mars, 1947 i Indiana, Pennsylvania, är en amerikansk blåsinstrumentspelare och kompositör. Han är en av få som är expert jazzoboist, och som även bland annat spelar engelskt horn, sopransaxofon, basklarinett och klarinett.
Han har ingått i Paul Winter Consort och är en originalmedlem i Oregon.
1985 turnerade McCandless i Europa med basisten Barre Phillips och den tyska klarinettisten Theo Jörgensmann. Han har varit gästmusiker med Béla Fleck and the Flecktones (medverkade på albumet Live at the Quick från 2002) och har turnerat med Sandip Burman. Han har också gästmedverkat i The String Cheese Incident ett antal gånger i slutet av 1990-talet.
McCandless kommer ifrån en musikfamilj: hans pappa, som också heter Paul McCandless, var också oboist och spelade engelskt horn. Hans farfar spelade också oboe.